# 皮拉米德山
8°58′31″S 77°37′14″W / 8.97528°S 77.62056°W

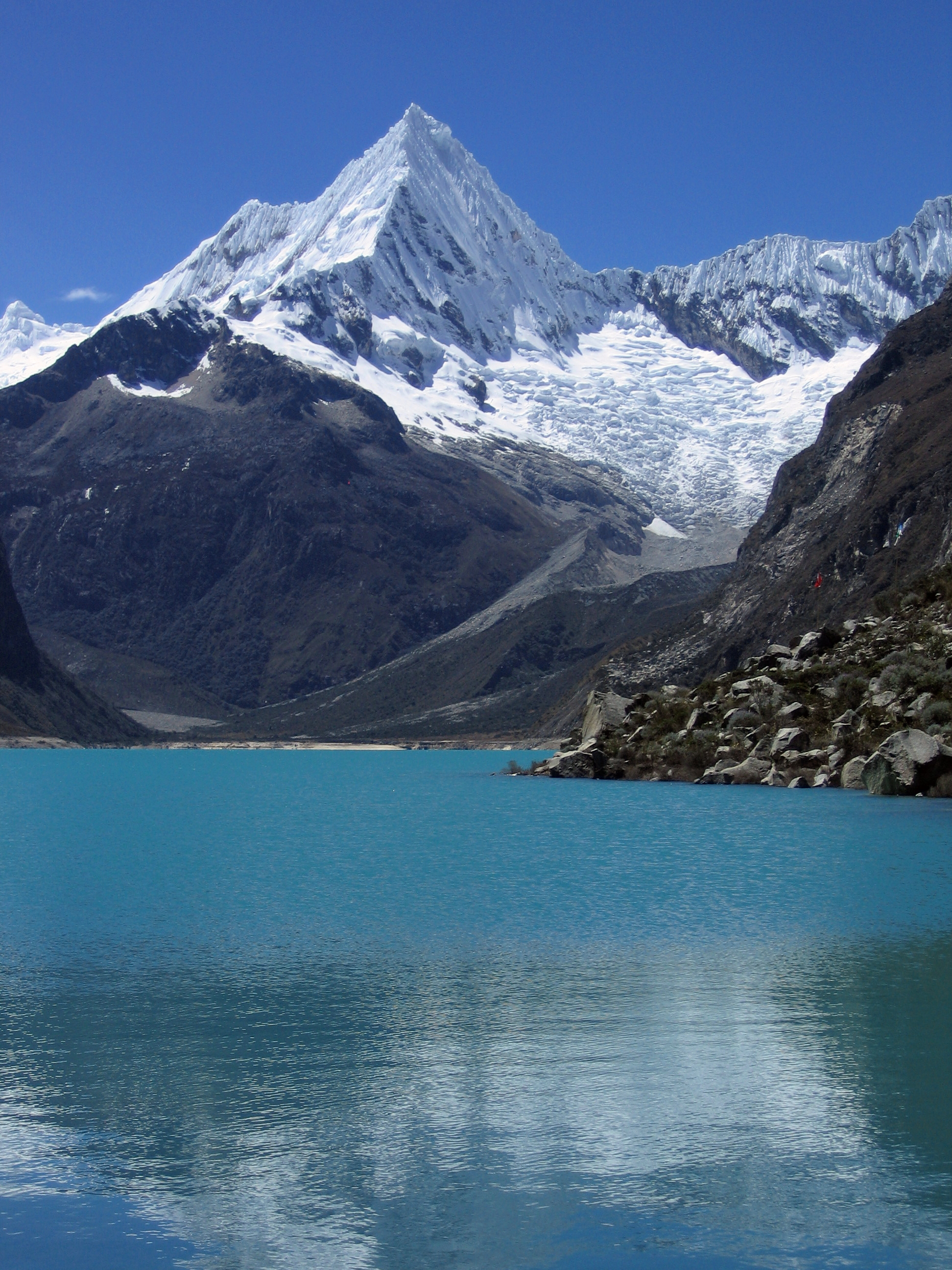

皮拉米德山（西班牙語：Pirámide），是秘魯的山峰，位於該國北部安卡什大區，屬於安第斯山脈中布蘭卡山脈的一部分，海拔高度5,885米，人類在1957年首次登頂。